# Kokoszka (zwyczajna)
Kokoszka zwyczajna, kokoszka, kokoszka wodna, kurka wodna (Gallinula chloropus) – gatunek średniej wielkości ptaka wodnego z rodziny chruścieli (Rallidae), zamieszkujący Eurazję i Afrykę. W większości zasięgu osiadły lub koczujący, północne populacje wędrują na południe i zachód. Nie jest zagrożony wyginięciem.

## Podgatunki i zasięg występowania
Kokoszka zamieszkuje w zależności od podgatunku:
- Gallinula chloropus chloropus – Europa, północna Afryka, Azory, Wyspy Kanaryjskie, Wyspy Zielonego Przylądka oraz Azja po Półwysep Malajski, Japonię i Cejlon. Podgatunek częściowo wędrowny, przeloty w marcu–kwietniu i wrześniu–listopadzie. Zimuje w Europie Zachodniej, basenie Morza Śródziemnego, w Afryce Subsaharyjskiej, na Bliskim Wschodzie i w południowej Azji. W Polsce nielicznie gnieździ się w całym kraju poza górami, liczniejsza na stawach rybnych i starorzeczach.
- Gallinula chloropus meridionalis – Afryka na południe od Sahary, Wyspy Świętego Tomasza i Książęca,  po Wyspę Świętej Heleny
- Gallinula chloropus pyrrhorrhoa – Madagaskar, Reunion, Mauritius i Komory
- Gallinula chloropus orientalis – Seszele, Wyspy Andamańskie, południowa część Półwyspu Malajskiego, Indonezja, Filipiny i Palau
- Gallinula chloropus guami – Mariany Północne i Guam

Do gatunku G. chloropus wliczano dawniej podgatunki amerykańskie: sandvicensis, cachinnans, cerceris, barbadensis, pauxilla, garmani i galeata. Obecnie wydziela się je do osobnego gatunku o nazwie kokoszka amerykańska (Gallinula galeata). Opisano też kilka innych, nieuznawanych obecnie podgatunków.

## Morfologia
WyglądBrak wyraźnego dymorfizmu płciowego. Wierzch ciała i skrzydła oliwkowobrązowawe. Głowa, szyja, pierś i boki łupkowoszare. Brzuch białawy, zaś pokrywy podogonowe białe. Czerwony dziób zakończony żółto. Nogi długie barwy żółtozielonej, z bardzo długimi palcami, na bokach których znajdują się wąskie fałdy skóry (bez błon pławnych, które są u łysek). Na czole naga rogowa blaszka koloru czerwonego. Na boku ciała widoczny biały pas biegnący równolegle do dolnego brzegu skrzydeł. Młode brązowe z zielonkawą blaszką, ale bez czerwonej tarczki na czole i dwubarwnego dzioba. Pisklęta czarne z czerwoną plamą wokół dzioba i prześwitującą między piórami niebieską skórą wokół oczu. Płynąc po wodzie, kokoszka jest wysoko wynurzona nad wodę i kiwa równomiernie ogonem i głową.
Blisko spokrewniony modrzyk jest cały lśniąconiebieski. Ma długi i gruby czerwony dziób i podobnie czerwoną tarczkę na czole. Kokoszka jest znacznie mniejsza od łyski i od niej smuklejsza.
Poszczególne podgatunki nieco różnią się między sobą. Podgatunki Starego Świata mają blaszkę na czole w kształcie eliptycznym, najszerszą w części środkowej o zaokrąglonym szczycie. Podgatunki Nowego Świata (wyodrębnione w gatunek „kokoszka amerykańska”) mają niemal kwadratową blaszkę najszerszą na szczycie. G. c. meridionalis i G. c. orientalis są mniejsze o stalowoszarych pokrywach skrzydłowych oraz bez oliwkowego odcienia wierzchu ciała. G. c. pyrrhorrhoa ma pokrywę podogonową barwy cielistej. G. c. guami jest ciemniejszy.
Wymiary średniedługość ciała ok. 30–38 cm
rozpiętość skrzydeł ok. 50–55 cm
masa ciała – podgatunek chloropus: samiec 249–493 (średnio 339) g, samica 192–343 (średnio 271) g; podgatunek meridionalis: 173–335 (średnio 245) g

## Ekologia i zachowanie

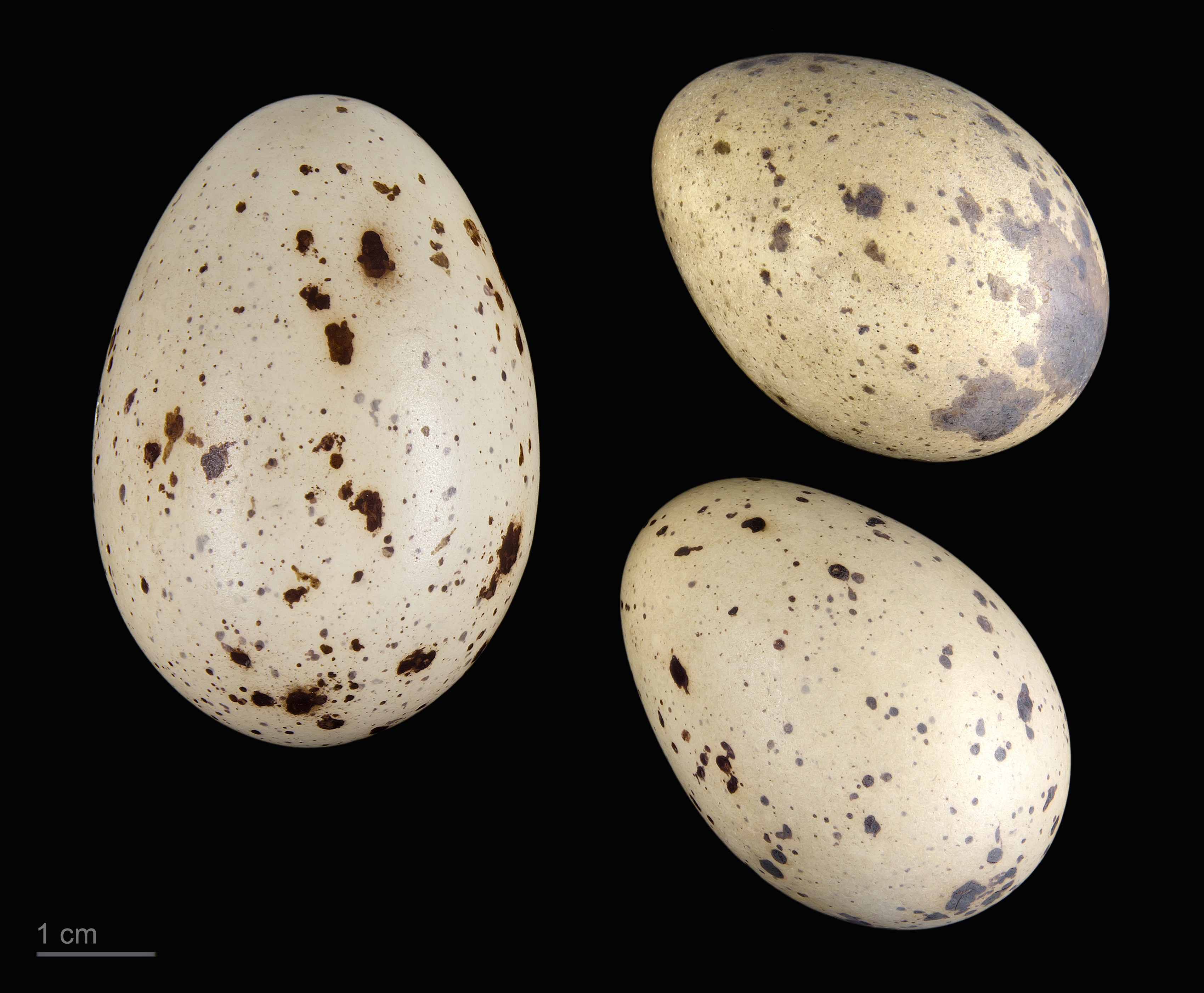
Jaja

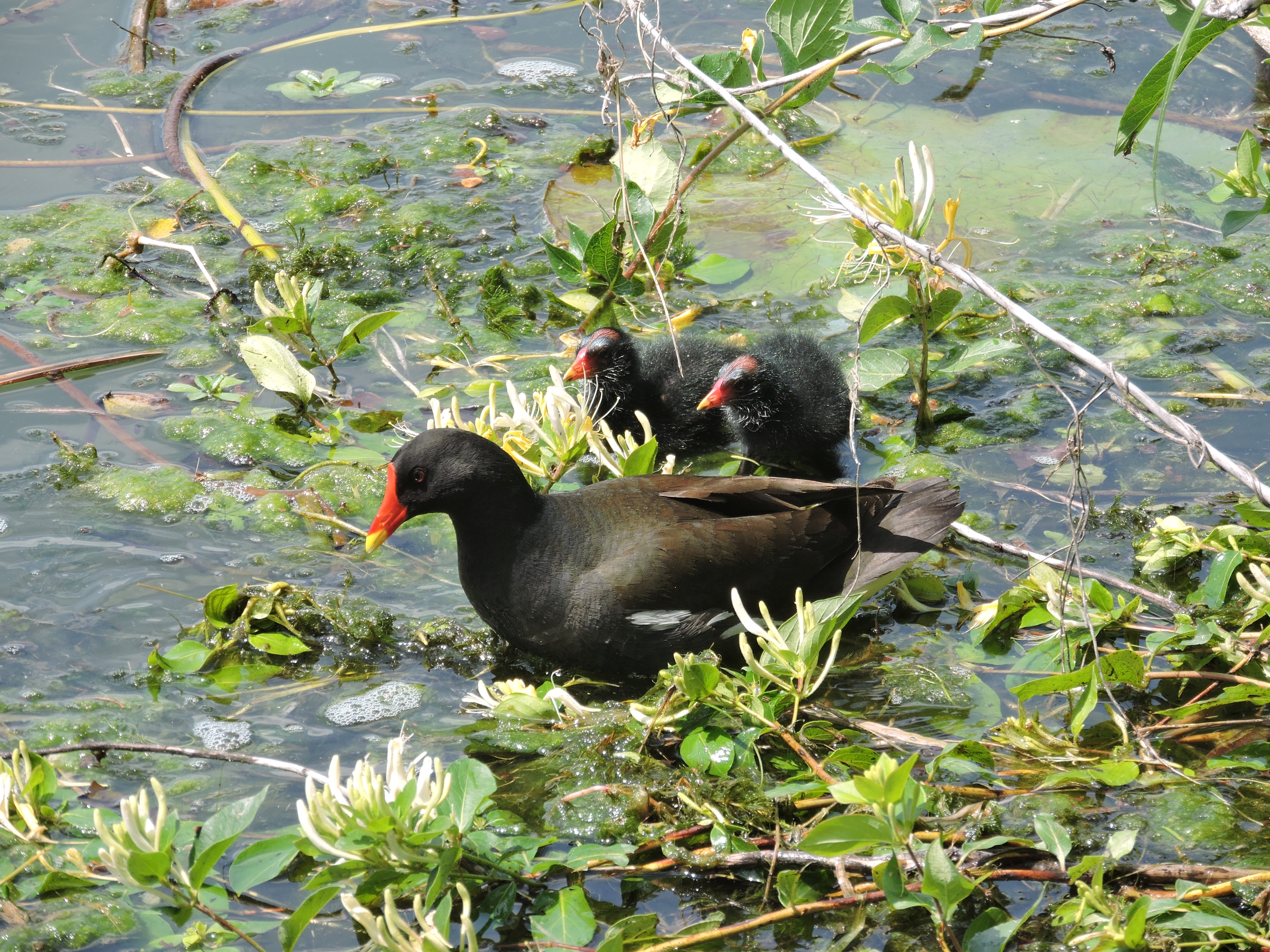
Kokoszka z pisklętami (północne Włochy)

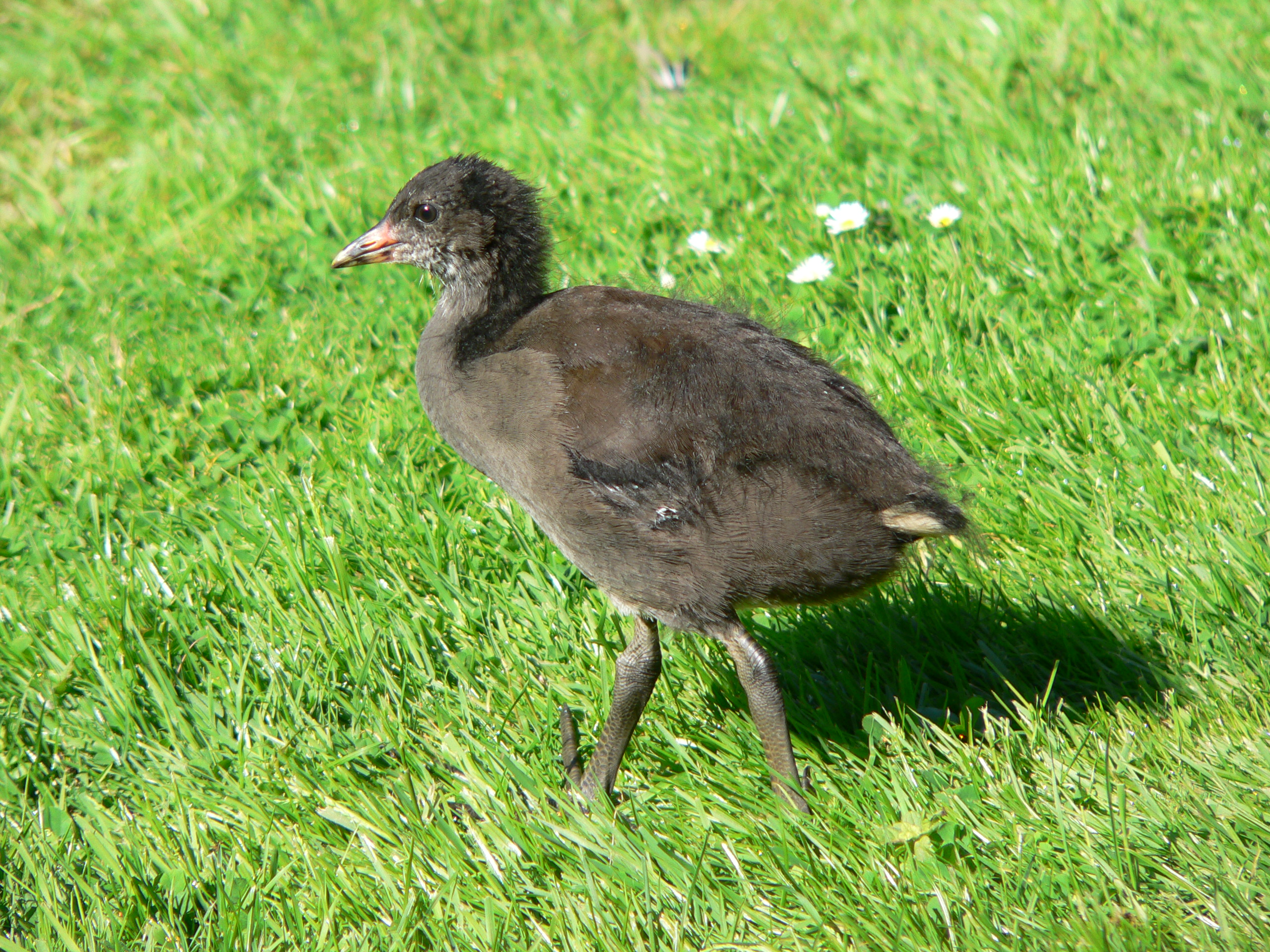
Pisklę kokoszki

BiotopZbiorniki wodne o zróżnicowanej wielkości z gęstą roślinnością podwodną oraz nadwodną nad stawami, wolno płynącymi rzekami, bagnami i sadzawkami w parkach.
GłosPrzenikliwe „kiruk” lub „krik”, w czasie toków także nocami.
TokiPtaki osiadłe zaczynają toki już późną jesienią. Na lęgowiska populacje wędrowne przylatują natomiast w połowie marca. Tu łączą się w pary i zajmują swoje rewiry. Samce próbują zaimponować samicom, pokazując im białe pokrywy podogonowe, które pełnią funkcję sygnalną. Poza tym udają czyszczenie piór. Samica wybiera partnera, ale to on szuka terytorium i miejsca na gniazdo.
U kokoszek zachodzi częściowe odwrócenie ról płci. Samiec więcej czasu spędza na opiece nad potomstwem, a w trakcie łączenia się w pary to samice toczą walki o małe, ale bardzo opasłe samce. Tłumaczy się to dłuższym czasem spędzanym przez przyszłych ojców na gnieździe. Poczyniono też obserwacje, kiedy samice składały jaja do gniazd dwóch samców.
GniazdoGniazda na ziemi pod osłoną roślin, na zwałach trzcin w wodzie, na zatopionych przedmiotach (może zatem być pływające) lub na niskich gałęziach. Zbudowane z suchych liści, trzcin, turzyc lub manny, ukryte w roślinności.
JajaW ciągu roku wyprowadza 1 do 4 lęgów (zazwyczaj 1 lub 2), składając w marcu – sierpniu (Europa), w porze deszczowej (wschodnia Afryka), lutym – wrześniu (środkowa Afryka), przez cały rok (południowa Afryka) 5 do 11 żółtawych lub szarawych jaj w brunatne plamki o różnej wielkości.
Okres lęgowyJaja wysiadywane są przez okres 17 do 22 dni przez obydwoje rodziców na przemian. Pisklęta opuszczają gniazdo po kilku dniach, dobrze pływają w 3. dniu życia, a nurkują w 8. dniu. Do tego czasu karmią je oboje rodzice, a pisklęta z późniejszych lęgów są również karmione przez starsze rodzeństwo. Już po opuszczeniu gniazda pisklęta długo w nim, lub w jednym z dodatkowych gniazd zbudowanych przez samca, nocują. Samodzielnie potrafią żerować po 3 tygodniach. Podczas rozpoczęcia drugiego lęgu w czerwcu i lipcu pisklętami opiekuje się samiec. Zdarza im się nawet wyprowadzać III lęg. Rodzice mogą opuszczać tereny lęgowe i przenosić się na inne obszary, gdzie po założeniu „gniazda do spania” zajmują się wychowywaniem młodych. W gnieździe młode śpią w nocy i przebywają w czasie chłodnej pogody.
PożywieniePokarm mieszany – bezkręgowce wodne, np. małże i owady, nasiona, owoce i zielone części roślin wodnych i bagiennych. Zbiera go zarówno na lądzie, jak i na powierzchni wody i pod wodą. Dobrze pływa i nurkuje, a także chodzi po drzewach.

## Status i ochrona
Międzynarodowa Unia Ochrony Przyrody (IUCN) uznaje kokoszkę za gatunek najmniejszej troski (LC – Least Concern). Liczebność światowej populacji szacowana jest na 5–10 milionów osobników. Ogólny trend liczebności populacji uznawany jest za stabilny.
Na terenie Polski gatunek ten jest objęty ścisłą ochroną gatunkową. W latach 2013–2018 populację lęgową na terenie kraju szacowano na 10–21 tysięcy par. Na Czerwonej liście ptaków Polski kokoszka sklasyfikowana została jako gatunek najmniejszej troski (LC).